# Graham Haynes
Pour les articles homonymes, voir Haynes.
Graham Haynes (né le 16 septembre 1960 à Brooklyn, New York) est un cornettiste, trompettiste et compositeur américain. Fils du batteur de jazz Roy Haynes, il est connu pour son travail dans le nu jazz, fusionnant le jazz avec des éléments de hip-hop et de musique électronique.

## Biographie
Cornettiste et trompettiste "fusion" américain célèbre pour jouer branché sur une pédale wah-wah, il fut à l'affiche du Festival N.Y. Jazz & Hip Hop au Hot Brass de Paris La Villette à l'automne 1995, avec un band composé spécialement pour l'occasion.
Il commença la musique par la guitare, puis fut élève de David Burns dès la puberté.
Camarade de gigs de Steve Coleman, il est un des fondateurs du collectif hard bop M-Base. M-Base est l'un des mouvements de jazz noirs américains les plus influents du jazz contemporain mondial encore aujourd'hui...
Graham Haynes a instrumentalisé quelques habitudes à Paris. Il y a rencontré nombre d'artistes notamment du monde des diaspora Africaines. Ce qui a beaucoup inspirer ses créations et sa musique en général qui n'est pas à strictement parlé du jazz, mais une « fusion » improvisée de sonorités et de rythmes populaires anciens et nouveaux qui vont au-delà des frontières identitaires de la world-music et des tiroirs commerciaux des bacs à disquaires. Il travaille alors avec Khaled, Check Tidiane Seick. À partir de 1991 pendant plus de dix ans Graham Haynes s'est imprégné de la vie musicale de la cité parisienne, avant de retourné aux États-Unis, à New York dans le Queens, puis à Chicago et à la New-Orleans. Paris est peut-être la ville de cœur de ce nu-black-citizen du monde de la musique, New-yorkais.
Comme nous le rapporte Serge Loupien journaliste musicophage dans son article retraçant le parcours de Graham Haynes publié dans les pages culturelles de Libération, d'après les propres mots du cornettiste, venir à Paris c'était «... surtout pour y jouer avec des musiciens africains, indiens ou maghrébins, constituant pour moi une influence déterminante.»

## Discographie
Albums
- 1992 : Nocturne Parisian (Muse Records)
- 1994 : The Griots Footsteps (Antilles[4])

Collaboration
- 2003 : Pharoah Sanders / Graham Haynes - With A Heartbeat[5]